# Tielve
Tielve (Tielvi en asturiano) es una parroquia perteneciente al concejo de Cabrales, en Asturias (España). La población se encuentra dentro de los límites del parque nacional de Picos de Europa. El núcleo urbano de Tielve se encuentra a 690 m s. n. m.

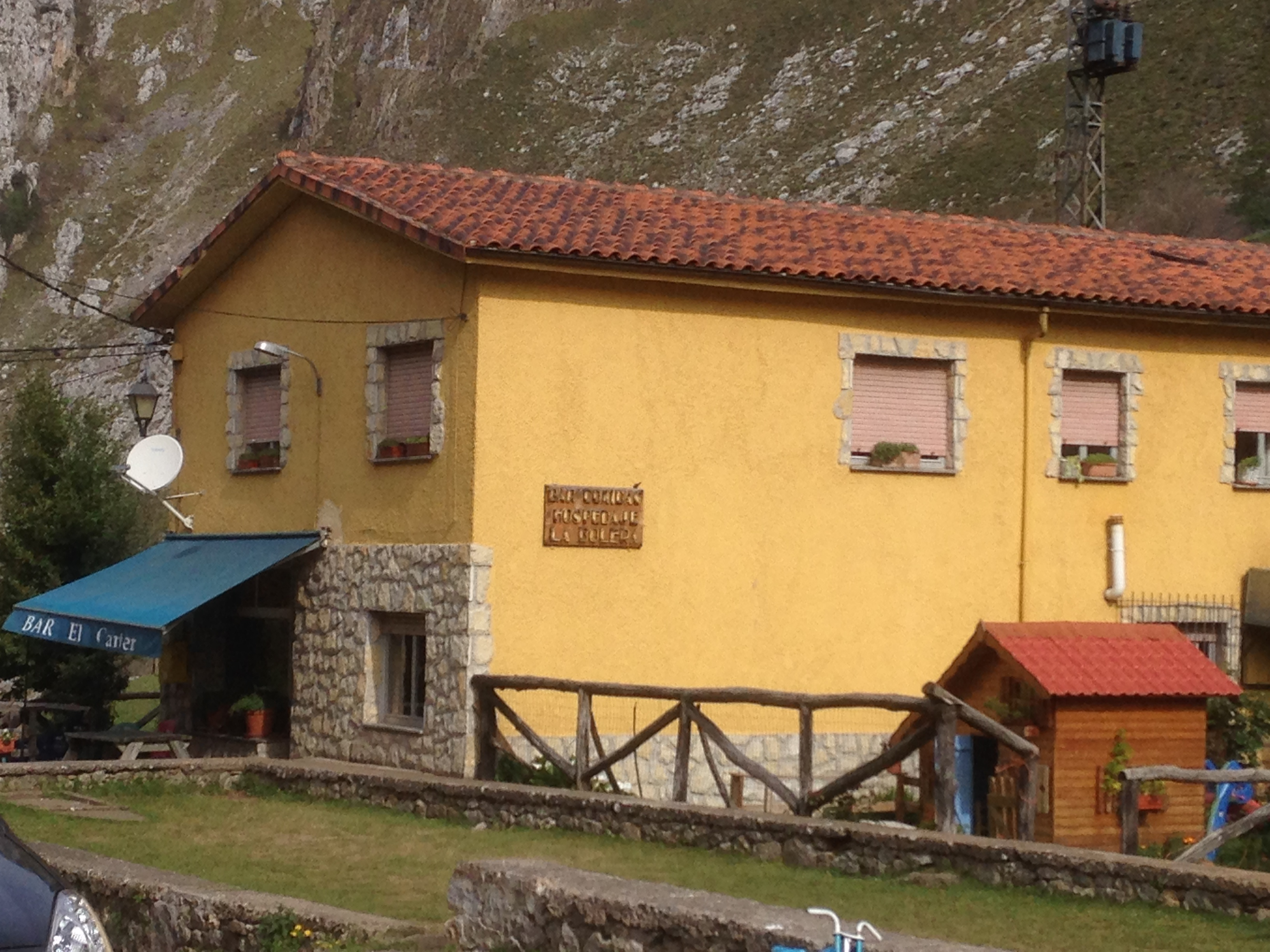
Edificio en Tielve.

## Etimología
Según E. Bascuas, este topónimo estaría formado a partir de la base paleoeuropea *til-, derivada de la raíz hidronímica indoeuropea *tā- "derretirse, fluir".

## Demografía
Tiene una superficie de 43,15 km², en la que habitan un total de 72 personas (36 varones y 36 mujeres, según INE 2011) y comprende a Tielve como única población.

## Economía
Principalmente basada en la ganadería (ganado ovino y bovino) y en la elaboración del queso de Cabrales. Existen asimismo varios establecimientos hoteleros para dar cabida al turismo de ocio y deporte que atrae el parque nacional.

## Situación geográfica
El lugar de Tielve se encuentra a unos 690 metros sobre el nivel del mar. Dista 11 km de Carreña, la capital del concejo.